# John Rice (compositore di scacchi)
John Michael Rice (Londra, 19 settembre 1937) è un compositore di scacchi britannico.

## Biografia
Dalla metà degli anni cinquanta ha composto problemi di ogni genere, ma soprattutto in due mosse. Negli anni sessanta è stato redattore della sezione problemistica del British Chess Magazine. Dal 1999 è stato editore della rivista The Problemist.
Maestro Internazionale della composizione dal 1969 e Giudice Internazionale per la composizione dal 1972. 
Presidente della PCCC (Permanent Commission for Chess Composition) dal 2002 al 2006.
Ha svolto la professione di insegnante di lingue moderne in una scuola di Kingston upon Thames.
Assieme a Barry Barnes e Michael Lipton ha scritto il libro Chess Problems: introduction to an art (Faber & Faber, Londra 1963). 

## Un problema d'esempio
|   | a | b | c | d | e | f | g | h |   |
| 8 | g8 re del bianco · f7 cavallo del bianco · h7 pedone del nero · h6 alfiere del nero · b5 cavallo del nero · d5 pedone del nero · e5 alfiere del bianco · g5 torre del bianco · d4 pedone del bianco · e4 re del nero · g4 pedone del nero · d3 pedone del nero · f3 pedone del nero · e2 pedone del nero · f2 pedone del bianco · g2 cavallo del bianco · h1 donna del bianco | g8 re del bianco · f7 cavallo del bianco · h7 pedone del nero · h6 alfiere del nero · b5 cavallo del nero · d5 pedone del nero · e5 alfiere del bianco · g5 torre del bianco · d4 pedone del bianco · e4 re del nero · g4 pedone del nero · d3 pedone del nero · f3 pedone del nero · e2 pedone del nero · f2 pedone del bianco · g2 cavallo del bianco · h1 donna del bianco | g8 re del bianco · f7 cavallo del bianco · h7 pedone del nero · h6 alfiere del nero · b5 cavallo del nero · d5 pedone del nero · e5 alfiere del bianco · g5 torre del bianco · d4 pedone del bianco · e4 re del nero · g4 pedone del nero · d3 pedone del nero · f3 pedone del nero · e2 pedone del nero · f2 pedone del bianco · g2 cavallo del bianco · h1 donna del bianco | g8 re del bianco · f7 cavallo del bianco · h7 pedone del nero · h6 alfiere del nero · b5 cavallo del nero · d5 pedone del nero · e5 alfiere del bianco · g5 torre del bianco · d4 pedone del bianco · e4 re del nero · g4 pedone del nero · d3 pedone del nero · f3 pedone del nero · e2 pedone del nero · f2 pedone del bianco · g2 cavallo del bianco · h1 donna del bianco | g8 re del bianco · f7 cavallo del bianco · h7 pedone del nero · h6 alfiere del nero · b5 cavallo del nero · d5 pedone del nero · e5 alfiere del bianco · g5 torre del bianco · d4 pedone del bianco · e4 re del nero · g4 pedone del nero · d3 pedone del nero · f3 pedone del nero · e2 pedone del nero · f2 pedone del bianco · g2 cavallo del bianco · h1 donna del bianco | g8 re del bianco · f7 cavallo del bianco · h7 pedone del nero · h6 alfiere del nero · b5 cavallo del nero · d5 pedone del nero · e5 alfiere del bianco · g5 torre del bianco · d4 pedone del bianco · e4 re del nero · g4 pedone del nero · d3 pedone del nero · f3 pedone del nero · e2 pedone del nero · f2 pedone del bianco · g2 cavallo del bianco · h1 donna del bianco | g8 re del bianco · f7 cavallo del bianco · h7 pedone del nero · h6 alfiere del nero · b5 cavallo del nero · d5 pedone del nero · e5 alfiere del bianco · g5 torre del bianco · d4 pedone del bianco · e4 re del nero · g4 pedone del nero · d3 pedone del nero · f3 pedone del nero · e2 pedone del nero · f2 pedone del bianco · g2 cavallo del bianco · h1 donna del bianco | g8 re del bianco · f7 cavallo del bianco · h7 pedone del nero · h6 alfiere del nero · b5 cavallo del nero · d5 pedone del nero · e5 alfiere del bianco · g5 torre del bianco · d4 pedone del bianco · e4 re del nero · g4 pedone del nero · d3 pedone del nero · f3 pedone del nero · e2 pedone del nero · f2 pedone del bianco · g2 cavallo del bianco · h1 donna del bianco | 8 |
| 7 | g8 re del bianco · f7 cavallo del bianco · h7 pedone del nero · h6 alfiere del nero · b5 cavallo del nero · d5 pedone del nero · e5 alfiere del bianco · g5 torre del bianco · d4 pedone del bianco · e4 re del nero · g4 pedone del nero · d3 pedone del nero · f3 pedone del nero · e2 pedone del nero · f2 pedone del bianco · g2 cavallo del bianco · h1 donna del bianco | g8 re del bianco · f7 cavallo del bianco · h7 pedone del nero · h6 alfiere del nero · b5 cavallo del nero · d5 pedone del nero · e5 alfiere del bianco · g5 torre del bianco · d4 pedone del bianco · e4 re del nero · g4 pedone del nero · d3 pedone del nero · f3 pedone del nero · e2 pedone del nero · f2 pedone del bianco · g2 cavallo del bianco · h1 donna del bianco | g8 re del bianco · f7 cavallo del bianco · h7 pedone del nero · h6 alfiere del nero · b5 cavallo del nero · d5 pedone del nero · e5 alfiere del bianco · g5 torre del bianco · d4 pedone del bianco · e4 re del nero · g4 pedone del nero · d3 pedone del nero · f3 pedone del nero · e2 pedone del nero · f2 pedone del bianco · g2 cavallo del bianco · h1 donna del bianco | g8 re del bianco · f7 cavallo del bianco · h7 pedone del nero · h6 alfiere del nero · b5 cavallo del nero · d5 pedone del nero · e5 alfiere del bianco · g5 torre del bianco · d4 pedone del bianco · e4 re del nero · g4 pedone del nero · d3 pedone del nero · f3 pedone del nero · e2 pedone del nero · f2 pedone del bianco · g2 cavallo del bianco · h1 donna del bianco | g8 re del bianco · f7 cavallo del bianco · h7 pedone del nero · h6 alfiere del nero · b5 cavallo del nero · d5 pedone del nero · e5 alfiere del bianco · g5 torre del bianco · d4 pedone del bianco · e4 re del nero · g4 pedone del nero · d3 pedone del nero · f3 pedone del nero · e2 pedone del nero · f2 pedone del bianco · g2 cavallo del bianco · h1 donna del bianco | g8 re del bianco · f7 cavallo del bianco · h7 pedone del nero · h6 alfiere del nero · b5 cavallo del nero · d5 pedone del nero · e5 alfiere del bianco · g5 torre del bianco · d4 pedone del bianco · e4 re del nero · g4 pedone del nero · d3 pedone del nero · f3 pedone del nero · e2 pedone del nero · f2 pedone del bianco · g2 cavallo del bianco · h1 donna del bianco | g8 re del bianco · f7 cavallo del bianco · h7 pedone del nero · h6 alfiere del nero · b5 cavallo del nero · d5 pedone del nero · e5 alfiere del bianco · g5 torre del bianco · d4 pedone del bianco · e4 re del nero · g4 pedone del nero · d3 pedone del nero · f3 pedone del nero · e2 pedone del nero · f2 pedone del bianco · g2 cavallo del bianco · h1 donna del bianco | g8 re del bianco · f7 cavallo del bianco · h7 pedone del nero · h6 alfiere del nero · b5 cavallo del nero · d5 pedone del nero · e5 alfiere del bianco · g5 torre del bianco · d4 pedone del bianco · e4 re del nero · g4 pedone del nero · d3 pedone del nero · f3 pedone del nero · e2 pedone del nero · f2 pedone del bianco · g2 cavallo del bianco · h1 donna del bianco | 7 |
| 6 | g8 re del bianco · f7 cavallo del bianco · h7 pedone del nero · h6 alfiere del nero · b5 cavallo del nero · d5 pedone del nero · e5 alfiere del bianco · g5 torre del bianco · d4 pedone del bianco · e4 re del nero · g4 pedone del nero · d3 pedone del nero · f3 pedone del nero · e2 pedone del nero · f2 pedone del bianco · g2 cavallo del bianco · h1 donna del bianco | g8 re del bianco · f7 cavallo del bianco · h7 pedone del nero · h6 alfiere del nero · b5 cavallo del nero · d5 pedone del nero · e5 alfiere del bianco · g5 torre del bianco · d4 pedone del bianco · e4 re del nero · g4 pedone del nero · d3 pedone del nero · f3 pedone del nero · e2 pedone del nero · f2 pedone del bianco · g2 cavallo del bianco · h1 donna del bianco | g8 re del bianco · f7 cavallo del bianco · h7 pedone del nero · h6 alfiere del nero · b5 cavallo del nero · d5 pedone del nero · e5 alfiere del bianco · g5 torre del bianco · d4 pedone del bianco · e4 re del nero · g4 pedone del nero · d3 pedone del nero · f3 pedone del nero · e2 pedone del nero · f2 pedone del bianco · g2 cavallo del bianco · h1 donna del bianco | g8 re del bianco · f7 cavallo del bianco · h7 pedone del nero · h6 alfiere del nero · b5 cavallo del nero · d5 pedone del nero · e5 alfiere del bianco · g5 torre del bianco · d4 pedone del bianco · e4 re del nero · g4 pedone del nero · d3 pedone del nero · f3 pedone del nero · e2 pedone del nero · f2 pedone del bianco · g2 cavallo del bianco · h1 donna del bianco | g8 re del bianco · f7 cavallo del bianco · h7 pedone del nero · h6 alfiere del nero · b5 cavallo del nero · d5 pedone del nero · e5 alfiere del bianco · g5 torre del bianco · d4 pedone del bianco · e4 re del nero · g4 pedone del nero · d3 pedone del nero · f3 pedone del nero · e2 pedone del nero · f2 pedone del bianco · g2 cavallo del bianco · h1 donna del bianco | g8 re del bianco · f7 cavallo del bianco · h7 pedone del nero · h6 alfiere del nero · b5 cavallo del nero · d5 pedone del nero · e5 alfiere del bianco · g5 torre del bianco · d4 pedone del bianco · e4 re del nero · g4 pedone del nero · d3 pedone del nero · f3 pedone del nero · e2 pedone del nero · f2 pedone del bianco · g2 cavallo del bianco · h1 donna del bianco | g8 re del bianco · f7 cavallo del bianco · h7 pedone del nero · h6 alfiere del nero · b5 cavallo del nero · d5 pedone del nero · e5 alfiere del bianco · g5 torre del bianco · d4 pedone del bianco · e4 re del nero · g4 pedone del nero · d3 pedone del nero · f3 pedone del nero · e2 pedone del nero · f2 pedone del bianco · g2 cavallo del bianco · h1 donna del bianco | g8 re del bianco · f7 cavallo del bianco · h7 pedone del nero · h6 alfiere del nero · b5 cavallo del nero · d5 pedone del nero · e5 alfiere del bianco · g5 torre del bianco · d4 pedone del bianco · e4 re del nero · g4 pedone del nero · d3 pedone del nero · f3 pedone del nero · e2 pedone del nero · f2 pedone del bianco · g2 cavallo del bianco · h1 donna del bianco | 6 |
| 5 | g8 re del bianco · f7 cavallo del bianco · h7 pedone del nero · h6 alfiere del nero · b5 cavallo del nero · d5 pedone del nero · e5 alfiere del bianco · g5 torre del bianco · d4 pedone del bianco · e4 re del nero · g4 pedone del nero · d3 pedone del nero · f3 pedone del nero · e2 pedone del nero · f2 pedone del bianco · g2 cavallo del bianco · h1 donna del bianco | g8 re del bianco · f7 cavallo del bianco · h7 pedone del nero · h6 alfiere del nero · b5 cavallo del nero · d5 pedone del nero · e5 alfiere del bianco · g5 torre del bianco · d4 pedone del bianco · e4 re del nero · g4 pedone del nero · d3 pedone del nero · f3 pedone del nero · e2 pedone del nero · f2 pedone del bianco · g2 cavallo del bianco · h1 donna del bianco | g8 re del bianco · f7 cavallo del bianco · h7 pedone del nero · h6 alfiere del nero · b5 cavallo del nero · d5 pedone del nero · e5 alfiere del bianco · g5 torre del bianco · d4 pedone del bianco · e4 re del nero · g4 pedone del nero · d3 pedone del nero · f3 pedone del nero · e2 pedone del nero · f2 pedone del bianco · g2 cavallo del bianco · h1 donna del bianco | g8 re del bianco · f7 cavallo del bianco · h7 pedone del nero · h6 alfiere del nero · b5 cavallo del nero · d5 pedone del nero · e5 alfiere del bianco · g5 torre del bianco · d4 pedone del bianco · e4 re del nero · g4 pedone del nero · d3 pedone del nero · f3 pedone del nero · e2 pedone del nero · f2 pedone del bianco · g2 cavallo del bianco · h1 donna del bianco | g8 re del bianco · f7 cavallo del bianco · h7 pedone del nero · h6 alfiere del nero · b5 cavallo del nero · d5 pedone del nero · e5 alfiere del bianco · g5 torre del bianco · d4 pedone del bianco · e4 re del nero · g4 pedone del nero · d3 pedone del nero · f3 pedone del nero · e2 pedone del nero · f2 pedone del bianco · g2 cavallo del bianco · h1 donna del bianco | g8 re del bianco · f7 cavallo del bianco · h7 pedone del nero · h6 alfiere del nero · b5 cavallo del nero · d5 pedone del nero · e5 alfiere del bianco · g5 torre del bianco · d4 pedone del bianco · e4 re del nero · g4 pedone del nero · d3 pedone del nero · f3 pedone del nero · e2 pedone del nero · f2 pedone del bianco · g2 cavallo del bianco · h1 donna del bianco | g8 re del bianco · f7 cavallo del bianco · h7 pedone del nero · h6 alfiere del nero · b5 cavallo del nero · d5 pedone del nero · e5 alfiere del bianco · g5 torre del bianco · d4 pedone del bianco · e4 re del nero · g4 pedone del nero · d3 pedone del nero · f3 pedone del nero · e2 pedone del nero · f2 pedone del bianco · g2 cavallo del bianco · h1 donna del bianco | g8 re del bianco · f7 cavallo del bianco · h7 pedone del nero · h6 alfiere del nero · b5 cavallo del nero · d5 pedone del nero · e5 alfiere del bianco · g5 torre del bianco · d4 pedone del bianco · e4 re del nero · g4 pedone del nero · d3 pedone del nero · f3 pedone del nero · e2 pedone del nero · f2 pedone del bianco · g2 cavallo del bianco · h1 donna del bianco | 5 |
| 4 | g8 re del bianco · f7 cavallo del bianco · h7 pedone del nero · h6 alfiere del nero · b5 cavallo del nero · d5 pedone del nero · e5 alfiere del bianco · g5 torre del bianco · d4 pedone del bianco · e4 re del nero · g4 pedone del nero · d3 pedone del nero · f3 pedone del nero · e2 pedone del nero · f2 pedone del bianco · g2 cavallo del bianco · h1 donna del bianco | g8 re del bianco · f7 cavallo del bianco · h7 pedone del nero · h6 alfiere del nero · b5 cavallo del nero · d5 pedone del nero · e5 alfiere del bianco · g5 torre del bianco · d4 pedone del bianco · e4 re del nero · g4 pedone del nero · d3 pedone del nero · f3 pedone del nero · e2 pedone del nero · f2 pedone del bianco · g2 cavallo del bianco · h1 donna del bianco | g8 re del bianco · f7 cavallo del bianco · h7 pedone del nero · h6 alfiere del nero · b5 cavallo del nero · d5 pedone del nero · e5 alfiere del bianco · g5 torre del bianco · d4 pedone del bianco · e4 re del nero · g4 pedone del nero · d3 pedone del nero · f3 pedone del nero · e2 pedone del nero · f2 pedone del bianco · g2 cavallo del bianco · h1 donna del bianco | g8 re del bianco · f7 cavallo del bianco · h7 pedone del nero · h6 alfiere del nero · b5 cavallo del nero · d5 pedone del nero · e5 alfiere del bianco · g5 torre del bianco · d4 pedone del bianco · e4 re del nero · g4 pedone del nero · d3 pedone del nero · f3 pedone del nero · e2 pedone del nero · f2 pedone del bianco · g2 cavallo del bianco · h1 donna del bianco | g8 re del bianco · f7 cavallo del bianco · h7 pedone del nero · h6 alfiere del nero · b5 cavallo del nero · d5 pedone del nero · e5 alfiere del bianco · g5 torre del bianco · d4 pedone del bianco · e4 re del nero · g4 pedone del nero · d3 pedone del nero · f3 pedone del nero · e2 pedone del nero · f2 pedone del bianco · g2 cavallo del bianco · h1 donna del bianco | g8 re del bianco · f7 cavallo del bianco · h7 pedone del nero · h6 alfiere del nero · b5 cavallo del nero · d5 pedone del nero · e5 alfiere del bianco · g5 torre del bianco · d4 pedone del bianco · e4 re del nero · g4 pedone del nero · d3 pedone del nero · f3 pedone del nero · e2 pedone del nero · f2 pedone del bianco · g2 cavallo del bianco · h1 donna del bianco | g8 re del bianco · f7 cavallo del bianco · h7 pedone del nero · h6 alfiere del nero · b5 cavallo del nero · d5 pedone del nero · e5 alfiere del bianco · g5 torre del bianco · d4 pedone del bianco · e4 re del nero · g4 pedone del nero · d3 pedone del nero · f3 pedone del nero · e2 pedone del nero · f2 pedone del bianco · g2 cavallo del bianco · h1 donna del bianco | g8 re del bianco · f7 cavallo del bianco · h7 pedone del nero · h6 alfiere del nero · b5 cavallo del nero · d5 pedone del nero · e5 alfiere del bianco · g5 torre del bianco · d4 pedone del bianco · e4 re del nero · g4 pedone del nero · d3 pedone del nero · f3 pedone del nero · e2 pedone del nero · f2 pedone del bianco · g2 cavallo del bianco · h1 donna del bianco | 4 |
| 3 | g8 re del bianco · f7 cavallo del bianco · h7 pedone del nero · h6 alfiere del nero · b5 cavallo del nero · d5 pedone del nero · e5 alfiere del bianco · g5 torre del bianco · d4 pedone del bianco · e4 re del nero · g4 pedone del nero · d3 pedone del nero · f3 pedone del nero · e2 pedone del nero · f2 pedone del bianco · g2 cavallo del bianco · h1 donna del bianco | g8 re del bianco · f7 cavallo del bianco · h7 pedone del nero · h6 alfiere del nero · b5 cavallo del nero · d5 pedone del nero · e5 alfiere del bianco · g5 torre del bianco · d4 pedone del bianco · e4 re del nero · g4 pedone del nero · d3 pedone del nero · f3 pedone del nero · e2 pedone del nero · f2 pedone del bianco · g2 cavallo del bianco · h1 donna del bianco | g8 re del bianco · f7 cavallo del bianco · h7 pedone del nero · h6 alfiere del nero · b5 cavallo del nero · d5 pedone del nero · e5 alfiere del bianco · g5 torre del bianco · d4 pedone del bianco · e4 re del nero · g4 pedone del nero · d3 pedone del nero · f3 pedone del nero · e2 pedone del nero · f2 pedone del bianco · g2 cavallo del bianco · h1 donna del bianco | g8 re del bianco · f7 cavallo del bianco · h7 pedone del nero · h6 alfiere del nero · b5 cavallo del nero · d5 pedone del nero · e5 alfiere del bianco · g5 torre del bianco · d4 pedone del bianco · e4 re del nero · g4 pedone del nero · d3 pedone del nero · f3 pedone del nero · e2 pedone del nero · f2 pedone del bianco · g2 cavallo del bianco · h1 donna del bianco | g8 re del bianco · f7 cavallo del bianco · h7 pedone del nero · h6 alfiere del nero · b5 cavallo del nero · d5 pedone del nero · e5 alfiere del bianco · g5 torre del bianco · d4 pedone del bianco · e4 re del nero · g4 pedone del nero · d3 pedone del nero · f3 pedone del nero · e2 pedone del nero · f2 pedone del bianco · g2 cavallo del bianco · h1 donna del bianco | g8 re del bianco · f7 cavallo del bianco · h7 pedone del nero · h6 alfiere del nero · b5 cavallo del nero · d5 pedone del nero · e5 alfiere del bianco · g5 torre del bianco · d4 pedone del bianco · e4 re del nero · g4 pedone del nero · d3 pedone del nero · f3 pedone del nero · e2 pedone del nero · f2 pedone del bianco · g2 cavallo del bianco · h1 donna del bianco | g8 re del bianco · f7 cavallo del bianco · h7 pedone del nero · h6 alfiere del nero · b5 cavallo del nero · d5 pedone del nero · e5 alfiere del bianco · g5 torre del bianco · d4 pedone del bianco · e4 re del nero · g4 pedone del nero · d3 pedone del nero · f3 pedone del nero · e2 pedone del nero · f2 pedone del bianco · g2 cavallo del bianco · h1 donna del bianco | g8 re del bianco · f7 cavallo del bianco · h7 pedone del nero · h6 alfiere del nero · b5 cavallo del nero · d5 pedone del nero · e5 alfiere del bianco · g5 torre del bianco · d4 pedone del bianco · e4 re del nero · g4 pedone del nero · d3 pedone del nero · f3 pedone del nero · e2 pedone del nero · f2 pedone del bianco · g2 cavallo del bianco · h1 donna del bianco | 3 |
| 2 | g8 re del bianco · f7 cavallo del bianco · h7 pedone del nero · h6 alfiere del nero · b5 cavallo del nero · d5 pedone del nero · e5 alfiere del bianco · g5 torre del bianco · d4 pedone del bianco · e4 re del nero · g4 pedone del nero · d3 pedone del nero · f3 pedone del nero · e2 pedone del nero · f2 pedone del bianco · g2 cavallo del bianco · h1 donna del bianco | g8 re del bianco · f7 cavallo del bianco · h7 pedone del nero · h6 alfiere del nero · b5 cavallo del nero · d5 pedone del nero · e5 alfiere del bianco · g5 torre del bianco · d4 pedone del bianco · e4 re del nero · g4 pedone del nero · d3 pedone del nero · f3 pedone del nero · e2 pedone del nero · f2 pedone del bianco · g2 cavallo del bianco · h1 donna del bianco | g8 re del bianco · f7 cavallo del bianco · h7 pedone del nero · h6 alfiere del nero · b5 cavallo del nero · d5 pedone del nero · e5 alfiere del bianco · g5 torre del bianco · d4 pedone del bianco · e4 re del nero · g4 pedone del nero · d3 pedone del nero · f3 pedone del nero · e2 pedone del nero · f2 pedone del bianco · g2 cavallo del bianco · h1 donna del bianco | g8 re del bianco · f7 cavallo del bianco · h7 pedone del nero · h6 alfiere del nero · b5 cavallo del nero · d5 pedone del nero · e5 alfiere del bianco · g5 torre del bianco · d4 pedone del bianco · e4 re del nero · g4 pedone del nero · d3 pedone del nero · f3 pedone del nero · e2 pedone del nero · f2 pedone del bianco · g2 cavallo del bianco · h1 donna del bianco | g8 re del bianco · f7 cavallo del bianco · h7 pedone del nero · h6 alfiere del nero · b5 cavallo del nero · d5 pedone del nero · e5 alfiere del bianco · g5 torre del bianco · d4 pedone del bianco · e4 re del nero · g4 pedone del nero · d3 pedone del nero · f3 pedone del nero · e2 pedone del nero · f2 pedone del bianco · g2 cavallo del bianco · h1 donna del bianco | g8 re del bianco · f7 cavallo del bianco · h7 pedone del nero · h6 alfiere del nero · b5 cavallo del nero · d5 pedone del nero · e5 alfiere del bianco · g5 torre del bianco · d4 pedone del bianco · e4 re del nero · g4 pedone del nero · d3 pedone del nero · f3 pedone del nero · e2 pedone del nero · f2 pedone del bianco · g2 cavallo del bianco · h1 donna del bianco | g8 re del bianco · f7 cavallo del bianco · h7 pedone del nero · h6 alfiere del nero · b5 cavallo del nero · d5 pedone del nero · e5 alfiere del bianco · g5 torre del bianco · d4 pedone del bianco · e4 re del nero · g4 pedone del nero · d3 pedone del nero · f3 pedone del nero · e2 pedone del nero · f2 pedone del bianco · g2 cavallo del bianco · h1 donna del bianco | g8 re del bianco · f7 cavallo del bianco · h7 pedone del nero · h6 alfiere del nero · b5 cavallo del nero · d5 pedone del nero · e5 alfiere del bianco · g5 torre del bianco · d4 pedone del bianco · e4 re del nero · g4 pedone del nero · d3 pedone del nero · f3 pedone del nero · e2 pedone del nero · f2 pedone del bianco · g2 cavallo del bianco · h1 donna del bianco | 2 |
| 1 | g8 re del bianco · f7 cavallo del bianco · h7 pedone del nero · h6 alfiere del nero · b5 cavallo del nero · d5 pedone del nero · e5 alfiere del bianco · g5 torre del bianco · d4 pedone del bianco · e4 re del nero · g4 pedone del nero · d3 pedone del nero · f3 pedone del nero · e2 pedone del nero · f2 pedone del bianco · g2 cavallo del bianco · h1 donna del bianco | g8 re del bianco · f7 cavallo del bianco · h7 pedone del nero · h6 alfiere del nero · b5 cavallo del nero · d5 pedone del nero · e5 alfiere del bianco · g5 torre del bianco · d4 pedone del bianco · e4 re del nero · g4 pedone del nero · d3 pedone del nero · f3 pedone del nero · e2 pedone del nero · f2 pedone del bianco · g2 cavallo del bianco · h1 donna del bianco | g8 re del bianco · f7 cavallo del bianco · h7 pedone del nero · h6 alfiere del nero · b5 cavallo del nero · d5 pedone del nero · e5 alfiere del bianco · g5 torre del bianco · d4 pedone del bianco · e4 re del nero · g4 pedone del nero · d3 pedone del nero · f3 pedone del nero · e2 pedone del nero · f2 pedone del bianco · g2 cavallo del bianco · h1 donna del bianco | g8 re del bianco · f7 cavallo del bianco · h7 pedone del nero · h6 alfiere del nero · b5 cavallo del nero · d5 pedone del nero · e5 alfiere del bianco · g5 torre del bianco · d4 pedone del bianco · e4 re del nero · g4 pedone del nero · d3 pedone del nero · f3 pedone del nero · e2 pedone del nero · f2 pedone del bianco · g2 cavallo del bianco · h1 donna del bianco | g8 re del bianco · f7 cavallo del bianco · h7 pedone del nero · h6 alfiere del nero · b5 cavallo del nero · d5 pedone del nero · e5 alfiere del bianco · g5 torre del bianco · d4 pedone del bianco · e4 re del nero · g4 pedone del nero · d3 pedone del nero · f3 pedone del nero · e2 pedone del nero · f2 pedone del bianco · g2 cavallo del bianco · h1 donna del bianco | g8 re del bianco · f7 cavallo del bianco · h7 pedone del nero · h6 alfiere del nero · b5 cavallo del nero · d5 pedone del nero · e5 alfiere del bianco · g5 torre del bianco · d4 pedone del bianco · e4 re del nero · g4 pedone del nero · d3 pedone del nero · f3 pedone del nero · e2 pedone del nero · f2 pedone del bianco · g2 cavallo del bianco · h1 donna del bianco | g8 re del bianco · f7 cavallo del bianco · h7 pedone del nero · h6 alfiere del nero · b5 cavallo del nero · d5 pedone del nero · e5 alfiere del bianco · g5 torre del bianco · d4 pedone del bianco · e4 re del nero · g4 pedone del nero · d3 pedone del nero · f3 pedone del nero · e2 pedone del nero · f2 pedone del bianco · g2 cavallo del bianco · h1 donna del bianco | g8 re del bianco · f7 cavallo del bianco · h7 pedone del nero · h6 alfiere del nero · b5 cavallo del nero · d5 pedone del nero · e5 alfiere del bianco · g5 torre del bianco · d4 pedone del bianco · e4 re del nero · g4 pedone del nero · d3 pedone del nero · f3 pedone del nero · e2 pedone del nero · f2 pedone del bianco · g2 cavallo del bianco · h1 donna del bianco | 1 |
|   | a | b | c | d | e | f | g | h |   |

Soluzione:
Tentativi (gioco apparente):

1. Rh8? Ag7+!, 1. Dh2? d2!, 1. Af6? fxg2!

1. Cf4? g3!, 1. Dc1? Axg5, 1. Cxh6? Cxd4!
Chiave: 1. Ch4!  (blocco)

1... Axg5 2. Cxg5#

1... Ag7 2. Txg4#

1... g3 2. Dxf3#

1... e1= ∼ 2. Dxe1#